# Sabine Pakora
Sabine Pakora là một nữ diễn viên người Pháp gốc Bờ Biển Ngà.

## Ra mắt
Sabine Pakora đã học diễn xuất tại Ecole supérieur d'art Dramatique de Paris và Conservatoire Keyboardrt Dramatique de Montpellier.

## Đóng phim
| Năm  | Tên                                     | Vai diễn               | Director                             | Notes                  |
| ---- | --------------------------------------- | ---------------------- | ------------------------------------ | ---------------------- |
| 2011 | Tales of the Night                      | The cooker             | Michel Ocelot                        |                        |
| 2011 | Le jour où tout a basculé               | Alimata                | Thierry Esteves Pinto                | TV Series (1 Episode)  |
| 2012 | Kirikou and the Men and Women           | Strong / Neutral Woman | Michel Ocelot                        |                        |
| 2012 | Stalingrad Lovers                       | Ghetto user            | Fleur Albert                         |                        |
| 2012 | Vole comme un papillon                  | Jahia                  | Jérôme Maldhé                        |                        |
| 2012 | Passage du Désir                        | The hairdresser        | Jérôme Foulon                        | TV Movie               |
| 2013 | Aya of Yop City                         | Koro / Modestine       | Marguerite Abouet & Clément Oubrerie |                        |
| 2013 | Des étoiles                             | Fanta                  | Dyana Gaye                           |                        |
| 2013 | WorkinGirls                             | Corinne                | Sylvain Fusée                        | TV Series (1 Episode)  |
| 2014 | Samba                                   | Gracieuse              | Olivier Nakache &amp; Éric Toledano  |                        |
| 2014 | 1001 Grams                              | Observer               | Bent Hamer                           |                        |
| 2014 | Les Trois Frères, le retour             | The nurse              | Les Inconnus                         |                        |
| 2014 | Assemblée générale                      | Madame Dupont          | Luc Moullet                          | Short                  |
| 2014 | Profilage                               | Nanny                  | Julien Despaux                       | TV Series (1 Episode)  |
| 2014 | Ma pire angoisse                        | The customs officer    | Vladimir Rodionov                    | TV Series (1 Episode)  |
| 2014 | Lascars                                 | Madame Traore          | Barthélémy Grossmann                 | TV Series (1 Episode)  |
| 2015 | The Final Lesson                        | Victoria               | Pascale Pouzadoux                    |                        |
| 2015 | Papa lumière                            | The matron             | Ada Loueilh                          |                        |
| 2015 | Alice                                   | Christine              | Ronan Denecé & Jean-Baptiste Legrand | Short                  |
| 2015 | Ainsi soient-ils                        | Fatou                  | Rodolphe Tissot                      | TV Series (2 Episodes) |
| 2016 | Orphan                                  | The prison guard       | Arnaud des Pallières                 |                        |
| 2016 | The Boss's Daughter                     | Gladys                 | Olivier Loustau                      |                        |
| 2016 | Dieumerci !                             | The prostitute         | Lucien Jean-Baptiste                 |                        |
| 2017 | Baby Bumps                              | Justine                | Noémie Saglio                        |                        |
| 2017 | Il a déjà tes yeux                      | Madame Diakité         | Lucien Jean-Baptiste                 |                        |
| 2017 | De plus belle                           | Sabine                 | Anne-Gaëlle Daval                    |                        |
| 2017 | La deuxième étoile                      | Marie-Jo               | Lucien Jean-Baptiste                 |                        |
| 2018 | I Feel Better                           | The prostitute         | Jean-Pierre Améris                   |                        |
| 2018 | Love Addict                             | The Marabou            | Frank Bellocq                        |                        |
| 2018 | La Fête des mères                       | A housewife            | Marie-Castille Mention-Schaar        |                        |
| 2018 | Tout seul                               | Tourist                | Antoine Laurens                      | Short                  |
| 2019 | Black Snake, la légende du serpent noir | Billy                  | Thomas N'Gijol & Karole Rocher       |                        |
| 2019 | Damien veut changer le monde            | State Officer 1        | Xavier De Choudens                   |                        |
| 2019 | Karmen                                  | Karmen                 | Théo Groia                           | Short                  |
| 2019 | Sun                                     |                        | Jonathan Desoindre                   | Post-Production        |
| 2019 | Astrid et Raphaëlle                     | The Voodoo             | Elsa Bennett & Hippolyte Dard        | TV Series (1 Episode)  |

## Rạp hát
| Năm       | Chức vụ                       | Tác giả                 | Giám đốc                          |
| --------- | ----------------------------- | ----------------------- | --------------------------------- |
| 2006-2007 | Outre-ciel                    | Gustave Akakpo          | Anne Sylvie Meyza & Luis Marqués  |
| 2007      | Don Giovanni                  | Wolfgang Amadeus Mozart | Michael Haneke                    |
| 2007      | Kirikou et Karaba             | Michel Ocelot           | Wayne McGregor                    |
| 2008      | Tranh chấp La                 | Pierre de Marivaux      | Nicolas                           |
| 2008      | Thiên đường                   | Jose Montalvo           | Jose Montalvo & Dominique Hervieu |
| 2009      | Nghi ngờ: Một chuyện ngụ ngôn | John Patrick Shanley    | Véronique Fauconnet               |
| 2009      | Juste une ombre au Tableau    | Laurent Contamin        | Jérôme Varanfrain                 |
| 2009      | Une Iliade                    | René Zahnd              | Hassane Kassi Kouyaté             |
| 2010      | Tabataba                      | Bernard-Marie Koltès    | Félix Blottian                    |
| 2010      | Châm biếm và bess             | George Gershwin         | Jose Montalvo & Dominique Hervieu |
| 2011      | Người da đen                  | Jean Genet              | Tiếng Pháp                        |
| 2011      | Phụ nữ thành Troia            | Euripide                | Laurence Bourdil                  |
| 2012      | Odyssées                      | Gustave Akakpo          | Michel Burstin                    |
| 2013      | Don Quichotte du Trocadéro    | Jose Montalvo           | Jose Montalvo                     |